# Ralf Zimmermann (Jurist)
Ralf Zimmermann (* 5. August 1971 in Sande) ist ein deutscher Jurist und Richter am Bundesarbeitsgericht.

## Leben
Ralf Zimmermann wurde 1971 in Sande im Landkreis Friesland geboren. Nach seinem Jurastudium arbeitete er als Rechtsanwalt sowie als Jurist in einem Arbeitgeberverband. Im Juni 2004 trat er in die Arbeitsgerichtsbarkeit des Landes Niedersachsen ein. Im Jahr 2005 war Zimmermann als Richter am Arbeitsgericht Braunschweig in dem Prozess des ehemaligen VW-Managers Klaus-Joachim Gebauer beteiligt, der damals gegen seine fristlose Kündigung klagte. Der Fall sorgte auch deshalb in den Medien für Aufsehen, da Gebauer von dem FDP-Politiker Wolfgang Kubicki anwaltlich vertreten wurde. Das Arbeitsgericht Braunschweig erklärte die fristlose Kündigung für rechtens. Ab 2007 war er Richter am Arbeitsgericht Hannover. Vom 1. Januar 2010 bis zum 31. Dezember 2011 war er als wissenschaftlicher Mitarbeiter an das Bundesarbeitsgericht in Erfurt abgeordnet.
Am 1. Juni 2016 wurde Ralf Zimmermann zum Richter am Bundesarbeitsgericht ernannt und vom Präsidium dem Neunten Senat des Bundesarbeitsgerichts zugeteilt. Der Neunte Senat ist insbesondere zuständig für Urlaubs-, Teilzeitbeschäftigungs- und Schwerbehindertenrecht.

## Veröffentlichungen
- Mitautor ab der 4. Auflage Handkommentars zum Kündigungsschutzrecht herausgegeben von Gallner/Mestwerdt/Nägele[7]
- Mitautor im Münchener Handbuch zum Arbeitsrecht[8]